# یونس العیناوی
 یونس العیناوی (عربی: يونس العيناوي؛ زاده ۱۲ سپتامبر ۱۹۷۱) یک تنیس‌باز اهل مراکش است.